# Légions : Les Guerriers de Rome
Pour plus de détails, voir Fiche technique et Distribution.
Boudica, sorti en DVD en France sous le titre Légions : Les Guerriers de Rome, est un téléfilm britannique réalisé par Bill Anderson, diffusé en 2003. 
Il est consacré à la vie de Boadicée, reine du peuple Iceni en Grande-Bretagne au Ier siècle apr. J.-C., et à sa lutte contre les légions romaines pendant la conquête romaine de la Bretagne.

## Synopsis
Au Ier siècle apr. J.-C., Prasutagus (Steven Waddington), roi des Iceni, lègue son royaume à l'Empire romain à sa mort. Devant les pillages et les humiliations infligées à son peuple par les conquérants romains, l'épouse de Prasutagus, la reine Boadicée (Alex Kingston) décide de prendre la tête d'une révolte. Elle soulève son peuple et s'allie à des tribus voisines pour repousser les Romains. Boadicée remporte plusieurs victoires en prenant Camulodunum et en pillant Londinium (Londres). L'empereur romain Néron (Andrew Lee Potts) donne alors l'ordre à Suetonius Paulinus (Michael Feast), gouverneur de la province romaine de Grande-Bretagne, de se rendre dans la région et de vaincre Boadicée à tout prix.

## Fiche technique
- Titre : Légions : Les Guerriers de Rome
- Titre original : Boudica
- Réalisation : Bill Anderson
- Pays : Royaume-Uni
- Langue : anglais
- Date de première diffusion : 2003

## Distribution
| - Alex Kingston : Boadicée - Steven Waddington : Prasutagus - Emily Blunt : Isolda - Leanne Rowe : Siora - Ben Faulks (VF : Adrien Solis) : Connach - Hugo Speer : Dervalloc - Gary Lewis : Magior le chamane - Alex Hassell : un officier romain - James Clyde : un sergent romain - Angus Wright : Severus - Steve John Shepherd : Catus - Andrew Lee Potts : Néron - Michael Feast : Suetonius Paulinus - Jack Shepherd (VF : Gérard Sergue) : l'empereur Claude | - Gideon Turner (VF : Adrien Solis) : Didius - Frances Barber : Agrippine la Jeune - Theodor Danetti : le maître de cérémonies - Cristina Serban : une mère icène - Alin Olteanu : icène en armes - Emil Hostina : Arcon - Claudiu Bleonț : Ossac - Claudiu Trandafir : un cavalier romain - Ion Haiduc : le capitaine de la garde - Nicodim Ungureanu : un garde romain - Bogdan Dumitrescu : un autre garde romain - Kara Tointon : Poppée - Jack Galloway : l'aide de camp de Suétonius - Dominic Cooper |

 Source et légende : version française (VF) sur RS Doublage

## Diffusion en vidéo
Le film a été diffusé en DVD sous des titres très variables selon les pays : Warrior Queen aux États-Unis, La reina de los guerreros en Argentine, A Rainha da Era do Bronze au Brésil, La reina de la guerra en Espagne, I vasilissa ton Kelton en Grèce, Légions : Les Guerriers de Rome en France, Die Tochter des Spartacus en Allemagne.